# Mokiny
Mokiny – wieś w Polsce położona w województwie warmińsko-mazurskim, w powiecie olsztyńskim, w gminie Barczewo. Wieś znajduje się w historycznym regionie Warmia.  
W latach 1975–1998 miejscowość administracyjnie należała do województwa olsztyńskiego. Duże hodowle indyków. 